# Eskil Vogt

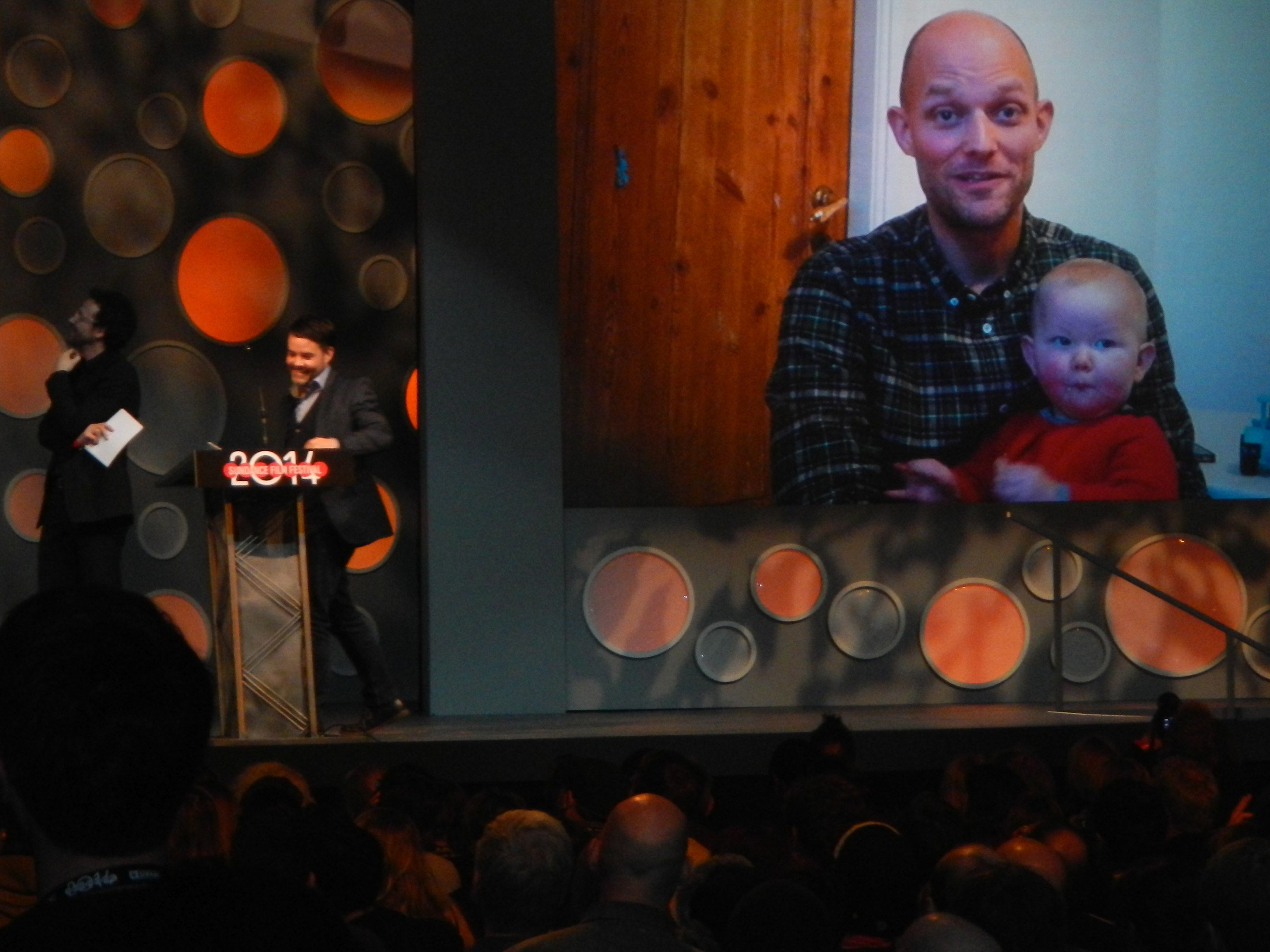
Eskil Vogt mit seinem Kind zugeschaltet beim Sundance Film Festival 2014

Eskil Vogt (* 31. Oktober 1974 in Oslo) ist ein norwegischer Drehbuchautor und Filmregisseur. Für seine Arbeit an Der schlimmste Mensch der Welt erhielt er im Rahmen der Oscarverleihung 2022 eine Nominierung für das beste Originaldrehbuch.

## Leben
Eskil Vogt wurde 1974 im norwegischen Oslo geboren. Er ist seit dem Jahr 2000 als Drehbuchautor aktiv. Ein Regisseur, mit dem er immer wieder zusammenarbeitet, ist Joachim Trier.
Sein Spielfilmregiedebüt Blind stellte Vogt im Januar 2014 beim Sundance Film Festival vor. Der Film Der schlimmste Mensch der Welt von Joachim Trier für den Vogt das Drehbuch schrieb, wurde im Juli 2021 bei den Internationalen Filmfestspielen von Cannes vorgestellt, wo der Film um die Goldene Palme konkurrierte. In Cannes stellte Vogt auch seinen Horror-Thriller The Innocents vor, bei dem er Regie führte und zudem das Drehbuch schrieb.

## Filmografie (Auswahl)
- 2006: Auf Anfang (Reprise)
- 2011: Oslo, 31. August
- 2014: Blind (auch Regie)
- 2015: Louder Than Bombs
- 2017: Thelma
- 2021: Der schlimmste Mensch der Welt (Verdens verste menneske)
- 2021: The Innocents (auch Regie)
- 2023: Kopenhagen gibt es nicht (København finnes ikke)
- 2025: Sentimental Value

## Auszeichnungen (Auswahl)
Amandaprisen
- 2007: Auszeichnung für das Beste Drehbuch  (Auf Anfang)[4]
- 2014: Auszeichnung für die Beste Regie (Blind)
- 2014: Nominierung für das Beste Drehbuch (Blind)[5]
- 2016: Auszeichnung für das Beste Drehbuch (Louder Than Bombs)
- 2018: Nominierung für das Beste Drehbuch (Thelma)[6]
- 2022: Auszeichnung für die Beste Regie (The Innocents)
- 2022: Nominierung für das Beste Drehbuch (The Innocents)
- 2022: Auszeichnung für das Beste Drehbuch (Der schlimmste Mensch der Welt)[7][8]

British Independent Film Award
- 2022: Nominierung als Bester internationaler Independent-Film (Der schlimmste Mensch der Welt)

Europäischer Filmpreis
- 2003: Nominierung als Bester europäischer Kurzfilm (Une étreinte)
- 2021: Nominierung für das Beste Drehbuch (Der schlimmste Mensch der Welt)

Fantastic Fest
- 2021: Auszeichnung für die Beste Regie im Wettbewerb (The Innocents)[9]

Neuchâtel International Fantastic Film Festival
- 2014: Auszeichnung mit der Méliès d’argent als Bester europäischer Spielfilm (Blind)
- 2014: Nominierung für den Prix H. R. Giger «Narcisse» als Bester Spielfilm (Blind)[10]

Oscar
- 2022: Nominierung für das Beste Originaldrehbuch (Der schlimmste Mensch der Welt)

Sundance Film Festival
- 2014: Auszeichnung mit dem Screenwriting Award im World Cinema Dramatic Competition (Blind)
- 2014: Nominierung für den Grand Jury Prize im World Cinema Dramatic Competition (Blind)